# 和希セイラ
和希 セイラ（かずき せいら、1990年1月13日 - ）は、日本のAV女優。
愛知県出身。血液型:A型。身長:153cm。スリーサイズ:B80(C)・W56・H78cm。

## 略歴・人物
2010年にデビューしたロリータ系のAV女優である。

## 出演作品

### アダルトビデオ
2010年
- 本日限定!!ガチで逆ナン、マジで即ハメ、ヤリキリ素人娘。 1（1月22日、プレステージ） ※「かずき」名義
- ウブで可愛い女の子は、いくら恥ずかしがっても濃い〜精子出すまで帰しません!（3月18日、SODクリエイト）他出演:あさこ、ちなつ、まり、あかね ※「なみ」名義
- 団地妻中出しナンパ 光が丘パークタウン（4月9日、青空ソフト）オムニバス作品
- ギャルズトーク 13（4月10日、プレステージ）…共演:北川さりな、上木奈央、楠南
- かずき（4月13日、無垢）
- 東京中出し女子校生 23（4月16日、S級素人）
- 復活ブルセラショップ（4月22日、SODクリエイト）他出演:まり、みずき、みき、りこ、くみ ※「セイラ」名義
- INSTANT LOVE 16（5月14日、クリスタル映像）
- 地元で有名な女子校生に中出し 4 （5月14日、アップス）
- おにいちゃん、あのね…（5月15日、NON）
- 思春期の女子校生には恥ずかし過ぎる校則 校則第7条 学校指定の白下着以外を身につけている生徒はその場で下着とスカートを没収するものとする （5月27日、SODクリエイト）共演:なのかひより ほか
- 街で見つけた女の子に謝礼を払うからと言って、卑猥な言葉を連呼させたらその気になってきてヤれた（6月2日、DOC）他出演:平井結、美夕
- ママには、ナイショ（6月5日、NON）
- 無垢 「部活編」 かずき 2（6月13日、無垢）
- もっとも大淫乱 イグイグイグイグイグイグ大乱交（6月19日、乱丸）他多数共演
- ソルトシャワー 熟若女のおしっこみせて Vol.8（6月19日、ゲロニア）他多数出演
- メガザーメン一発大量顔射 4（6月25日、レアル・ワークス）他出演:茉莉花、藤崎クロエ、吉川ななこ、瀬奈涼、青空小夏、山口あずさ、杏堂なつ、桜あい、野波美伽
- キスして手コキして抜いてあげる 2（8月13日、ミスター・インパクト）他多数出演
- 父との秘密（8月15日、NON）
- イラマしろ!! 4時間（8月15日、NON）他出演:大沢美加、妃乃ひかり、森元あすか、宮坂レイア、長谷川杏実、村西まりな、鈴木なつ、原美里、杉岡のぞみ
- ソノ気二サセタラ、犯ラセテアゲル 撮り下ろし・4時間（9月15日、NON）他出演:煌芽木ひかる、今井ほのか、和葉みれい、中山エリス、大堀香奈、桜りお、椎名唯、佐々木いちか、貝瀬渚
- フェラコレ 女子校生編 3（9月25日、隼エージェンシー）他多数出演

### イメージビデオ
- ピクシースマイル（2010年7月13日、ミスター・インパクト） ※「セイラ」名義